# Пам'ятник Тарасові Шевченку (Буенос-Айрес)
Пам'ятник українському письменникові та художнику Тарасові Шевченку в Буенос-Айресі відкритий у 1971 році. Пам'ятник подарований українською громадою в Аргентині за два роки до 75-ї річниці прибуття перших емігрантів з України на знак подяки за наданий притулок.

## Історія
На постаменті пам'ятника з червоного граніту викарбувана історія його відкриття:

| Цей пам'ятник Тарасові Шевченку, видатному українському поетові, невтомному поборнику свободи своєї Батьківщини і всіх пригноблених народів. Відкритий 5 грудня 1971 року. Він зведений у цьому місці згідно з національним законом № 17.380 як щедрий дарунок відповідно до Указу № 1042/68 місту Буенос-Айресу від українців, що проживають в Аргентині і у вільному світі, та їхніх дітей, що народилися тут, в переддень 75-річчя прибуття українських іммігрантів до гостинного дому Генерала Хосе де Сан-Мартіна. Пам'ятник присвячений благородній нації Аргентини. Українці висловлюють одностайну і глибоку подяку за дружній прийом, який вони отримали на цій землі. Від українців і їхніх нащадків, які знайшли тут не тільки мир, працю і добробут, але й дорогоцінні демократичні свободи, за які боровся героїчний Кобзар України. Оригінальний текст (ісп.) Este monumento a Taras Shevchenko poeta máximo de Ucrania incansable defensor de la libertad de su patria y de todos los pueblos oprimidos. Fue inaugurado el 5 de diciembre de 1971. Se lo erigió de acuerdo con la ley nacional nº 17.380, en este espacio generosamente cedido por la Municipalidad de la Ciudad de Buenos Aires según el decreto nº 1042/68 los ucranianos radicados en la República Argentina y en el mundo libre y sus hijos aquí nacidos, aportaron los fondos en vísperas de 75º aniversario de la inmigración ucraniana a la hospitalaria patria del General Don José de San Martín. Los nombrados dedicaron este monumento a la noble Nación Argentina. lo hacen en prueba a su unánime y profunda gratitud por el cordial acogimiento que les ha sido les ha les es brindado en esta tierra. En ella los ucranianos y sus descendiente han encontrado y encuentran no solo paz y trabajo y bienestar, sino también las preciosas libertades democráticas por las cuales tanto luchó el heroico bardo de Ucrania. |
27 квітня 1969 було закладено перший камінь пам'ятника на Площі Антоніо Паєса в парку Третього лютого (район Палермо), освячений священицтвом УГКЦ, серед яких, зокрема, був протопресвітер Борис Арійчук. Автор пам'ятника був визначений на конкурсі, який виграв канадський скульптор українського походження Леонід Молодожанин. Гранітний алегоричний рельєф виконав аргентинський скульптор Оріо даль Порто. Пам'ятник урочисто відкритий 5 грудня 1971 року.
При відкритті пам'ятника у його підніжжя було вмуровано землю, привезену в маленькій полотняній торбинці з могили Тараса Шевченка в Каневі.
Попри те, що власником пам'ятника є місто Буенос-Айрес, з 1982 року Фундація імені Тараса Шевченка взяла на себе всі витрати з утримання пам'ятника.

## Опис
Пам'ятник Шевченкові складається з двох частин: власне статуї письменника та алегоричного рельєфу.
Бронзова скульптура письменника заввишки 3,45 метра встановлена на постаменті з червоного граніту. На постаменті викарбувані останні рядки з вірша «Стоїть в селі Суботові...» іспанською мовою:

| ' Se alzará con Ucrania su gente Y la niebla de toda opresión la verdad flameará refulgente y dirán su oración libremente los que aún hijos de esclavos son hoy Myrhorod, 21 X 1845 |
Праворуч від пам'ятника встановлено алегоричний барельєф завдовжки 4,65 м та заввишки 2,85 м, який зображає борців за свободу. Рельєф виконаний з суцільного гранітного блока.

## У мистецтві
Пам'ятник Тарасові Шевченку зображений на поштовій марці України «100-річчя першого поселення українців в Аргентині», яка була випущена 16 серпня 1997 року. На марці зображений пам'ятник разом із барельєфом на тлі зелених дерев, аргентинського та українського прапорів. Автор марки — художник Іван Васильович Турецький.